# Johann Tobias Mayer

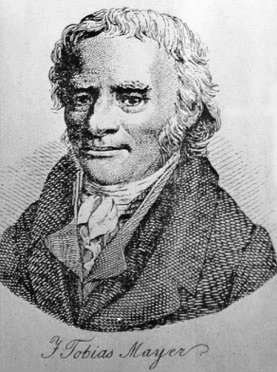
Johann Tobias Mayer

Johann Tobias Mayer (* 5. Mai 1752 in Göttingen; † 30. November 1830 ebenda) war ein deutscher Physiker. Er war hauptsächlich für seine Lehrbücher der Mathematik und Naturlehre bekannt. Sein Vater war der Astronom Tobias Mayer.

## Leben
Johann Tobias Mayer wurde als erstes Kind von Tobias Mayer (1723–1762) und Maria Victoria, geb. Gnüge (1723–1780), in Göttingen geboren. Als Johann Tobias zehn Jahre alt war, starb sein Vater, der auch damals schon bekannte Göttinger Professor für Geographie, Physik und Astronomie. 1769 begann Johann Tobias Mayer das Studium der Theologie und Philosophie an der noch jungen Universität Göttingen bei Christian Meister (Jurist) und Abraham Gotthelf Kästner, später auch bei Georg Christoph Lichtenberg. Nach der Promotion und Habilitation 1773 hielt Mayer Vorlesungen in Mathematik und führte Beobachtungen an der alten Göttinger Sternwarte durch. Wegweisend waren seine Berechnungen zur Rotationsachse des Erdmondes und zu dessen Libration sowie eine Mondkarte von zuvor unerreichter Genauigkeit.
Am 17. November 1779 erhielt Mayer einen Ruf an die Universität Altdorf, wo er von 1780 bis 1786 wirkte. Danach lehrte er Mathematik und Physik an der damaligen Universität Erlangen. Im Jahr 1792 wurde er zum Mitglied der Leopoldina gewählt. 1799 wurde er Lichtenbergs Nachfolger im Ordinariat der Physik der Universität Göttingen. Im selben Jahr wurde er zum ordentlichen Mitglied der Göttinger Akademie der Wissenschaften gewählt. Seit 1820 war er auswärtiges Mitglied der Bayerischen Akademie der Wissenschaften. Zu seinen Schülern gehörte Enno Heeren Dirksen, der 1820 bei ihm promovierte. Mayer heiratete im Jahr 1780 Johanna Friederike Juliane, geb. Am Ende (1754–1822), eine Schwester des österreichischen Generals Karl Friedrich am Ende. Das Paar hatte fünf Kinder. Mayer starb 1830 in Göttingen. Das UK Antarctic Place-Names Committee benannte am 31. August 1962 die Mayer Hills auf der Antarktischen Halbinsel nach ihm.

## Werke
Johann Tobias Mayer ist besonders wegen seiner Lehrbücher der Mathematik und Naturlehre bekannt. Die Anfangsgründe der Naturlehre zum Behuf der Vorlesungen über die Experimental-Physik erschienen ab 1801 in Göttingen. Dieses Lehrbuch war das einflussreichste seiner Zeit im deutschsprachigen Raum und es erlebte bis 1827 insgesamt sechs Auflagen. Doch Mayer betrieb auch eigene Forschungen, etwa in Experimentalphysik und Astronomie. Dazu publizierte er Aufsätze in Grens und Gilberts Journal der Physik.
- Gründlicher und ausführlicher Unterricht zur praktischen Geometrie. 5 Teile, Vandenhoeck & Ruprecht, Göttingen 1792–1809. Digitalisat
- Lehrbuch über die physische Astronomie, Theorie der Erde und Meteorologie. Göttingen, 1805.
- Vollständiger Lehrbegriff der höhern Analysis. 2 Bde. Vandenhoeck und Ruprecht, Göttingen 1818
  - Erster Theil: Die Differenzialrechnung. (Digitalisat und Volltext im Deutschen Textarchiv).
  - Zweyter Theil: Die Integralrechnung. (Digitalisat und Volltext im Deutschen Textarchiv).